# The New Yorker
The New Yorker je ameriška revija, katere prva številka je izšla 21.februarja 1925. The New Yorker je znan po svojih novelah, kritikah, esejih in  karikaturah, predvsem pa po vrhunskem novinarstvu. Reportaži  Hirošima je bila na primer posvečena celotna številka tednika z dne 31. avgusta 1946. , Harold Ross, Prvi urednik tednika, je dejal, da »The New Yorker ni revija, ki je ustvarjamo za stare dame iz doline Šentflorijanske«. V posmrtnem memoarju Leta z Rossom izpod peresa Jamesa Thurberja so zbrani spomini številnih sodelavcev na njihovega prvega šefa, na njegove praktične šale, vzkipljivo voljo, neolikan jezik, njegovo proti-intelektualnost, zagrizenost, perfekcionizem in skorajda neprekinjeno družabno nelagodnost, kako je vse to oblikovalo sodelavce in klimo v uredništvu.  Ross in z njim njegova revija sta sčasoma postala pojem med literati in novinarji. 
Glavni urednik je sedaj (2016) David Remnick. Njegovi predhodniki so bili Tina Brown, Robert Gottlieb, William Shawn in  Harold Ross. Revija izhaja dandanes 47-krat na leto v okrilju Advance Publications, ki je del založbe Condé Nast  – znane po več kot 100 revijah, kot so Vogue, Glamour, WIRED, ki izhajajo v več kot 20 državah.

## Znani avtorji
- Charles Addams – karikaturist
- Woody Allen – humorist
- Roger Angell – urednik za leposlovje., reporter za Baseball
- Peter Arno – karikaturist
- Hannah Arendt – Politologinja, filozofinja, novinarka
- Whitney Balliett – kritik za jazz
- Robert Benchley – humorist in gledališki kritik
- Elizabeth Bishop – pesnica, esejistka
- Sidney Blumenthal – avtor komentarjev
- Andy Borowitz – humorist
- George Booth – karikaturist
- Maeve Brennan – pisateljica
- Truman Capote – pisatelj
- Raymond Carver – avtor novel
- John Cheever – avtor novel
- John Collier – avtor novel
- Robert Crumb – karikaturist
- Paul Degen – ilustrator
- Joan Didion – esejistka
- Mark Danner – tuji dopisnik
- E. L. Doctorow – pisatelj
- Dave Eggers – pisatelj
- James Fallows – novinar
- Jules Feiffer – karikaturist
- Wolcott Gibbs – humorist in avtor novel
- Jonah Goldberg – komentator za politične in družbene teme
- Adam Gopnik – novinar
- Philip Gourevitch – novinar
- Alma Guillermoprieto – novinarka
- Emily Hahn – novinarka
- Seymour Hersh – novinar, znan po nagradi Pulitzer  za poročanje iz Vietnama
- Hendrik Hertzberg – novinar
- Ruth Prawer Jhabvala – scenaristka; dobitnica dveh Oskarjev
- Pauline Kael – avtorica filmskih kritik
- Alex Kozinski – esejist
- Roz Chast – karikaturistka
- Jane Kramer – novinarka, pisateljica
- A.J. Liebling – novinarski kritik
- Ryan Lizza – novinar in dopisnik v Washingtonu, D.C.
- Lois Long – kolumnistka
- Janet Malcolm – esejistka
- Don Marquis – pisatelj
- Steve Martin – humorist
- William Maxwell – pisatelj, esejist in urednik
- Bruce McCall – humorist, risar
- John McPhee – Sachtextautor
- Lewis Mumford – Architekturkritiker
- Robert Nippoldt – risar
- Susan Orlean – novinarka
- Dorothy Parker – avtorica novel in gledaliških kritik, pesnica, humoristka
- S. J. Perelman – humorist
- J. D. Salinger – avtor novel
- Simon Schama –zgodovinar, umetnostni zgodovinar, profesor
- David Sedaris – humorist
- Jean-Jacques Sempé – risar in karikaturist
- Anne Sexton – pesnica
- Robert Sikoryak – karikaturist
- Susan Sontag – pisateljica, esejistka
- Muriel Spark, njen kratki roman The prime of Miss Jean Brodie 1961 je New Yorker v celoti objavil leta 1961.[1]
- Art Spiegelman – risar
- Saul Steinberg – risar
- George Steiner – pisatelj, filozof, kulturni kritik
- James Thurber – karikaturist, esejist
- John Updike – pisatelj, esejist
- Sylvia Townsend Warner - britanska pisateljica
- Chris Ware – karikaturist
- Joseph Wechsberg – pripovednik, esejist in novinar.
- E. B. White – esejist in urednik
- Edmund Wilson – Literarni kritik
- James Woolcott – televizijski kritik

## Povezave
- Uradna stran
- brezplačen arhiv (2001 ff.)
- New York Public Library: Historical Note on The New Yorker Arhivirano 2012-08-25 na Wayback Machine. – Zgodovina publikacije in njenih izdajateljev (v angleščini)